# Il candidato (Ben Blushi)
Il candidato (Kandidati) è un romanzo storico-politico del politico, giornalista e scrittore Ben Blushi, pubblicato a Tirana dalla casa editrice UET nel 2015.

## Trama
Il romanzo narra un'inconsueta vicenda elettorale che vede vincere le elezioni a sindaco di una città immaginaria "Baseni", ispirata ad Elbasan, un uomo morto subito dopo essersi iscritto alla gara elettorale.
Simon Shuter è un regista che invece di svolgere la professione per cui aveva studiato, decide di aprire un piccolo ufficio marketing, occupandosi di carni e salumi da pubblicizzare, impiegando un gruppo di attori amatoriali, poco pagati. Un giorno, poco prima delle elezioni per il sindaco della città di Baseni, la vedova di Kadin Sedini, uomo politico locale appena deceduto, chiede a Simon Shuter di fare campagna elettorale per il marito, poiché nessuna legge lo vieta. Il regista si lascia convincere e dà vita al progetto, creando un caso mediatico con lo slogan "Kadin Sedini ha deciso di resuscitare".
Il principale avversario politico di Sedini è l'ex fidanzato di sua figlia Olga, Nef Nosi, che era stato scelto proprio da Kadin in quanto membro di una famiglia importante per compensare le sue umili origini. Nef Nosi proviene dallo storico quartiere di Kala ed è nipote di Lef Nosi, uno dei 37 membri del primo governo albanese di Ismail Qemali, giustiziato nel 1945 poiché aveva collaborato con i tedeschi subito dopo l'invasione dell'Albania.
La campagna aggressiva di Simon Shuter tenta di accusare, con scarso esito, Nef Nosi di aver venduto il documento di dichiarazione dell'Indipendenza albanese, custodito dal nonno e poi andato perduto. La vedova di Sedini fa trapelare in forma anonima la notizia che Simon Shuter è di origine ebrea, cosa di cui lui stesso era ignaro: gli ebrei erano molto malvisti a Baseni, quindi Shuter, per cercare di salvare la propria reputazione, rende la sua campagna ancora più aggressiva. Nel corso di un'intervista televisiva incalzante, riesce a provocare Nef Nosi fino al punto di fargli dichiarare che i nazisti erano migliori dei comunisti, scatenando la reazione negativa dei numerosi partigiani di Baseni. Ne seguono dei tumulti e il capo della polizia fa espellere Shuter dalla città ma la campagna ha comunque ottenuto il suo scopo: Nef Nosi infatti viene sconfitto alle elezioni.
La vedova Sedini quindi, conquistata la guida della città, può finalmente realizzare le vere aspirazioni del defunto marito, che era in realtà un affarista senza scrupoli, facendo costruire per proprio tornaconto un aeroporto alle porte di Basini, rendendo chiaro che il vero obiettivo era arricchirsi sfruttando la posizione di potere. Shuter a questo punto capisce di essere stato solo una pedina manovrata ad arte dalla donna.

## Edizioni
- Kandidati, edizioni UET, Tirana, 2015